# کرستین گوتفرید کورنر

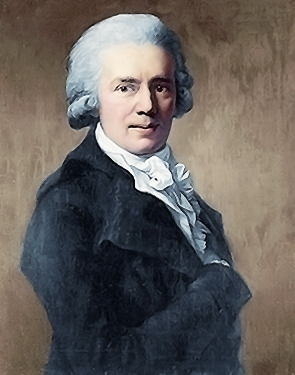
کریستین گوتفرید کورنر

کریستین گوتفرید کورنر (زاده ۲ ژوئیه ۱۷۵۶ – درگذشته ۱۳ مه ۱۸۳۱) حقوق‌دان آلمانی بود. خانه او یک سالن ادبی و موسیقی بود و او دوست فردریش شیلر بود.

## زندگینامه
او در لایپزیک متولد شد و در دانشگاه گوتینگن و در دانشگاه لایپزیگ در رشته حقوق تحصیل کرد. او مدرک خود را در لایپزیگ گرفت.  در سال ۱۷۸۳او به عنوان رئیس شورای عالی لوتری در درسدن انتخاب شد. او در سال ۱۷۹۰به سِمَت قاضی دادگاه تجدیدنظر منصوب شد. و در سال ۱۸۱۱به دادگاه استیناف بازگشت.

خانه او در درسدن مرکز مهم فرهنگ و هنر بود. ریگز (۱۹۹۷) می نویسد:
خانواده کورنر در درسدن ... تبدیل به یک محفل ادبی و موسیقی شد. نمایشنامه ها و مقالات خوانده شد. زینگ‌اشپیگل و موسیقی مجلسی اجرا شد. و سخنرانی هایی در مورد هنر ارائه شد. مهمانان و شرکت کنندگان شامل یوهان گوتفرید فون هردر ، گوته ، ویلهلم فون هومبولت ، برادران شلگل [آگوشت و فردریش]     ، لودویگ تیک ، نوالیس و نوازندگان یوهان نائومان ، یوهان هیلر ، کارل زلتر ، موتزارت و وبر بودند. 
کورنر تا آنجا پیش رفت که یک تئاتر کوچک در خانه اش ساخته شد که خانواده و دوستانش در آن نمایش‌هایی را اجرا می کردند. تعدادی از نمایشنامه های فردریش شیلر، دوست صمیمی او، اولین نمایش خصوصی خود را در این تئاتر دریافت کردند،  در حالی که تنها کمدی او  صبح کورنر برای تولد کورنر نوشته شد. با گوته مکاتبه کرد. شیلر بیشتر اوقات بین سال های ۱۷۸۵و ۱۷۸۷با او زندگی می کرد.
پس از نبرد لایپزیگ در سال ۱۸۱۳، در دوران اشغال زاکسن توسط روسیه و پروس، او مشاور دولت روسیه بود. در سال ۱۸۱۵، با بازگشت پیش بینی شده پادشاه فردریک آگوستوس ، او تصمیم گرفت درسدن را ترک کند، زیرا عصبانی بود که پادشاه محافظه کار احتمالاً اصلاحات آغاز شده توسط اشغالگران را خنثی می کند. پس از اینکه در نامه ای به یکی از دوستانش اعلام کرد "من آلمانی تر از ساکسون هستم"، او و خانواده اش به برلین نقل مکان کردند، جایی که سیاست های پروس بیشتر با اعتقادات او هماهنگ بود. او سمتی در پادشاهی پروس پیدا کرد، جایی که او مشاور دولتی و بعداً مشاور خصوصی در وزارت آموزش جدید بود.

## آثار
از آثار او می توان به دیدگاه های زیبایی شناختی ناشناس اشاره کرد (لایپزیگ، ۱۸۰۸)، آزمایش‌هایی روی موضوعات مدیریت شهری (درسدن, ۱۸۱۲) و امیدهای آلمان (لایپزیگ، ۱۸۱۳).  مکاتبات شیلر با کرنر از اهمیت بیشتری برخوردار است ("مکاتبات شیلر با کورنر"، ویرایش شده توسط کارل گودکه ، لایپزیگ، ۱۸۷۴؛ توسط لودویگ گایگر ، اشتوتگارت، ۱۸۹۶-۱۸۹۵). او همچنین اولین نسخه جمع آوری شده آثار شیلر (۱۸۱۵-۱۸۱۲) را تهیه کرد. او آثار پسر درگذشته‌ی خود را ویرایش کرد(دارایی شاعرانه تئودور کورنر، ۱۸۱۵). آثار جمع آوری شده خود او توسط آدولف اشترن (لایپزیگ، ۱۸۸۱) ویرایش شده است.

## خانواده

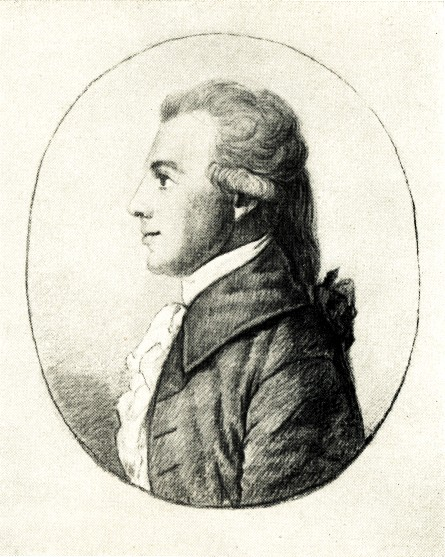
کورنر توسط خواهر شوهرش دورا استاک به تصویر کشیده شده است

کورنر با مینا استوک ازدواج کرد، دختر یوهان میخل استوک، یک حکاکی، در سال ۱۷۸۵، پس از مرگ پدرش، که به دلیل طبقه اجتماعی به شدت با این ازدواج مخالف بود.  آنها در تمام مدت ازدواج خود با هنرمندی به نام دورا استوک، خواهر بزرگتر مینا، که هر دو با او صمیمی بودند، زندگی کردند.
خانواده کورنر دو فرزند داشتند که از دوران نوزادی جان سالم به در بردند.  هر دو زندگی کوتاه اما پُردستاوردی داشتند: اما کورنر (۱۸۱۵-۱۷۸۸)، که یک نقاش ماهر شد، و تئودور کورنر (۱۸۱۳-۱۷۹۱)، که به یک سرباز-شاعر مشهور تبدیل شد. هر دو در جوانی مردند: تئودور در سال ۱۸۱۳به عنوان یک قربانی جنگ، و اِما، در یک بیماری ناگهانی در سال ۱۸۱۵ مردند. پدر و مادرشان در غم از دست دادن فرزندان خود ویران شدند. 
کریستین گوتفرید کورنر در سال ۱۸۳۱ در سن ۷۴ سالگی در برلین درگذشت.

## یادداشت و مراجع
1. ↑  Johann Edward, the first-born (24 July 1786) died at seven months.[۵]

پانویس
1. 1 2  (Rines 1920)
2. ↑  Riggs 1997.
3. 1 2 3  Siegel 1993.
4. ↑  Nentwig 1992.
5. ↑  Siegel 1993, p. 23.

منابع
- Nentwig, Franziska (1992). Christian Gottfried Körner – sein Wirken und seine Bedeutung für die Entfaltung der bürgerlichen Musikkultur in Dresden während der Jahre 1785 bis 1815 (PhD diss.) (به آلمانی). TU Dresden.
- Riggs, Robert (Winter 1997). "'On the Representation of Character in Music': Christian Gottfried Körner's Aesthetics of Instrumental Music". The Musical Quarterly. 81 (4): 599–631. JSTOR 742287.
- "Körner, Christian Gottfried" . دانشنامه آمریکانا. 1920.
- Siegel, Linda (1993). Dora Stock, Portrait Painter of the Körner Circle in Dresden (1785–1815). Lewiston, New York: E. Mellen Press. ISBN 9780773495517.

## مطالعه بیشتر
- باوک، جوزف پی ، کریستین گوتفرید کورنر: پرتره یک مرد ادبی ، پایان نامه، دانشگاه کلمبیا 1963

- Jonas, Fritz [de]: Briefwechsel Wilhelms von Humboldt mit Körner (Berlin, 1880)
- Jonas, Fritz: Körner, biographische Nachrichten über ihn und sein Haus (Berlin, 1882)
- Weber, Albrecht (ed.), Briefe der Familie Körner (1804–1815) in Deutsche Rundschau 4 (1878), no. 9 (June), pp. 461–479; no. 10 (July), pp. 115–136

| داده‌های کتابخانه‌ای      | داده‌های کتابخانه‌ای |
| ----------------------- | --- |
| عمومی                   | - ISNI - 1 - ویاف - 1 - ورلدکت (از طریق ویاف) |
| کتابخانه‌های ملی         | - نروژ - فرانسه (داده‌ها) - آلمان - اسرائیل - ایالات متحده آمریکا - لتونی - یونان - هلند - لهستان - واتیکان                                                                      |
| واژه‌نامه‌های زندگی‌نامه‌ای | - آلمان |
| پایگاه‌های دادهٔ علمی     | - ساینی (ژاپن) |
| سایر                    | - کاربرد چندوجهی اصطلاحات موضوعی - ریسم (فرانسه) - شناسه RISMبرابر با people/29967 معتبر نیست. - ریرو (سوئیس) - 1 - شبکه‌های اجتماعی و محتوای بایگانی شونده - سوداک (فرانسه) - 1 |